# شارلوت ریچی
شارلوت ریچی (انگلیسی: Charlotte Ritchie؛ زادهٔ ۲۹ اوت ۱۹۸۹) خواننده، و بازیگر اهل بریتانیا است. وی از سال ۲۰۰۴ میلادی تاکنون مشغول فعالیت بوده است.
از فیلم‌ها یا برنامه‌های تلویزیونی که وی در آن نقش داشته است می‌توان به تو، وانکا اشاره کرد.